# Demandasaurus darwini
Il demandasauro (Demandasaurus darwini) è un dinosauro erbivoro appartenente ai sauropodi. Visse nel Cretaceo inferiore (Barremiano/Aptiano, circa 120 milioni di anni fa) e i suoi resti sono stati ritrovati in Spagna.

## Descrizione
Questo dinosauro, lungo una decina di metri, è noto per uno scheletro incompleto con parti di cranio, ritrovato nella formazione Castrillo la Reina. Come tutti i sauropodi, possedeva un corpo massiccio, collo e coda lunghi, arti colonnari e una testa piccola. Rispetto all'assai simile Nigersaurus, Demandasaurus era molto meno specializzato, e possedeva denti a forma di piolo sui lati della mandibola oltre che sul davanti. I denti, inoltre, erano appiattiti e provvisti di striature e carene longitudinali, che li distinguono da quelli di Nigersaurus.

## Classificazione
Demandasaurus, descritto per la prima volta nel 2010, è un rappresentante dei diplodocoidi, il gruppo di sauropodi dai denti a piolo e dalla testa lunga e bassa, comprendenti i famosi Apatosaurus e Diplodocus. È il primo diplodocoide ritrovato nel Cretaceo della penisola iberica. In particolare, Demandasaurus è stato ascritto ai rebbachisauridi, una famiglia di diplodocoidi dotati di caratteristiche vertebre dorsali. Il suo parente più prossimo sembra essere stato Nigersaurus, vissuto qualche milione di anni dopo in Africa.

## Paleogeografia

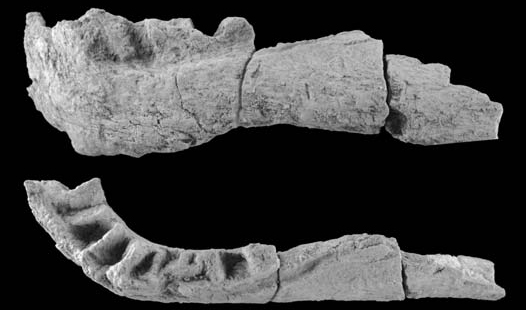
Mandibola sinistra di Demandasaurus darwini

La scoperta di Demandasaurus ha rafforzato l'ipotesi di un utilizzo della cosiddetta Placca Apuliana (che nel Cretaceo inferiore comprendeva parte dell'Italia e dell'Adriatico) da parte di alcuni gruppi di dinosauri per spostarsi tra l'Europa meridionale (che allora faceva parte del Laurasia) e dell'Africa settentrionale (compresa nel Gondwana). La prima evidenza di questo passaggio è stata la descrizione, nel 1998, di un altro sauropode rebbachisauride, Histriasaurus.